# Riw (wieś)
Riw (ukr. Рів, hist. pol. Rów, Rowy) – wieś na Ukrainie, w obwodzie winnickim, w rejonie żmeryńskim, w hromadzie Żmerynka. W 2001 liczyła 688 mieszkańców, spośród których 676 wskazało jako ojczysty język ukraiński, 11 rosyjski, a 1 inny.